# 드미트리 잭슨
드미트리 잭슨(영어: Demetrice Jackson, 1994년 6월 9일 ~ )은 미국의 배우이다.

## 기본 정보
- 출생지: 캘리포니아주 콤프턴
- 데뷔: 2012년 영화 《훔친》
- 학력: 캘리포니아 예술 학교